# Otto von Kursell

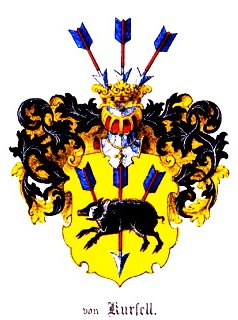
Familjen von Kursells baltiska släktvapen.

Otto Gottlieb Konstantin von Kursell, född 27 november 1884 i Sankt Petersburg, död 30 augusti 1967 i München, var en balttysk porträttmålare, illustratör och nationalsocialistisk politiker. 
von Kursell är en balttysk adelssläkt.

## Biografi
Otto von Kursell målade förutom porträtt även politiska propagandaverk och karikatyrer, bland annat Nieder mit dem Bolschewismus ("Ner med bolsjevismen"), som avbildar en man i kamp med en stor svart orm. 1919 gavs Revolutionäre Zeitgenossen ut av Verlag der Muenchener Graphischen Kunst- und Verlagsanstalt, med 40 karikatyrer av samtida politiker eller politiskt aktiva som Friedrich Ebert, Otto Landsberg, Tomáš Garrigue Masaryk, Karl Liebknecht och Rosa Luxemburg. 1921 gavs propagandapamfletten Totengräber Russlands ("Rysslands dödgrävare"), med antisemitiska karikatyrer av von Kursell (och verser av Dietrich Eckart, samt förord av Alfred Rosenberg), ut av Deutscher Volks-Verlag.
von Kursell och Alfred Rosenberg var bekanta med varandra sedan tidigare genom Rigas tekniska universitet, där Rosenberg hade ingått i den nationalistiska balttyska studentföreningen Corps Rubonia som även von Kursell hade kopplingar till. Tallinn-födde Rosenberg introducerade von Kursell för Dietrich Eckart vilket ledde till att von Kursell snart började bistå med illustrationer till Eckarts veckotidning Auf gut deutsch. Andra medlemmar i den balttyska Corps Rubonia-kretsen som var verksamma inom de tyska nationalsocialistiska leden var Max Erwin von Scheubner-Richter (som dog i Ölkällarkuppen 1923) och Arno Schickedanz, båda från Riga.
von Kursell gick med i NSDAP 1922 och blev 1923 medlem i SA-regementet i München. Som SA-medlem deltog han i Ölkällarkuppen den 9 november 1923. Mellan 1933 och 1936 var han medlem i presidentrådet för Rikskammaren för Bild och Form (Reichskammer der bildenden Künste) som lydde under Rikskulturkammaren. Dessförinnan hade han haft ett professorsarbete vid Universität der Künste i Berlin.
Den 30 januari 1936 befordrades von Kursell till SS-Obersturmbannführer. Han var även medlem i Baltenverband ("Baltiska förbandet") i Bayern och spelade även en framträdande roll i Baltischer Brüderschaft ("Baltiska brödraskapet"), en grupp influerad av mysticism där medlemmarna hade som gemensamt att de deltagit i striderna mot bolsjevikerna i Baltikum.